# 플랑크 가속도
플랑크 가속도는 가속도의 플랑크 단위이며 {\displaystyle a_{P}}로 표현된다.
{\displaystyle a_{P}={\frac {c}{t_{P}}}={\sqrt {\frac {c^{7}}{\hbar G}}}=5.5608\times 10^{51}m/s^{2}}
플랑크 시간만에 속도 0에서 광속으로 가속하는 가속도이다.

## 플랑크 저크
플랑크 저크는 가가속도의 플랑크 단위이며 {\displaystyle j_{P}}로 표현된다.
{\displaystyle j_{P}={\frac {a_{P}}{t_{P}}}={\frac {c}{t_{P}^{2}}}={\frac {l_{P}}{t_{P}^{3}}}={\frac {c^{6}}{\hbar G}}=1.0326(2)\times 10^{95}m/s^{3}}
플랑크 시간만에 속도 0에서 플랑크 가속도가 될때, 그때의 저크이다.

## 플랑크 스냅
플랑크 스냅은 가가가속도의 플랑크 단위이며 {\displaystyle s_{P}}로 표현될 수 있다.
{\displaystyle s_{P}={\frac {j_{P}}{t_{P}}}={\frac {a_{P}}{t_{P}^{2}}}={\frac {c}{t_{P}^{3}}}={\frac {l_{P}}{t_{P}^{4}}}={\sqrt {\frac {c^{17}}{\hbar ^{3}G^{3}}}}\approx 1.9180\times 10^{138}m/s^{4}}(비표준)

## 플랑크 크래클
플랑크 클래클은 가가가가속도의 플랑크 단위이며 {\displaystyle c_{P}}로 표현될 수 있다.
{\displaystyle c_{P}={\frac {s_{P}}{t_{P}}}={\frac {j_{P}}{t_{P}^{2}}}={\frac {a_{P}}{t_{P}^{3}}}={\frac {c}{t_{P}^{4}}}={\frac {l_{P}}{t_{P}^{5}}}={\frac {c^{11}}{\hbar ^{2}G^{2}}}\approx 3.5485\times 10^{181}m/s^{5}}(비표준)
참고로 플랑크 크래시와 기호가 같아서 혼동할 수 있다.

## 플랑크 팝
플랑크 팝은 가가가가가속도의 플랑크 단위이며 {\displaystyle p_{P}}로 표현될 수 있다.
{\displaystyle p_{P}={\frac {c_{P}}{t_{P}}}={\frac {s_{P}}{t_{P}^{2}}}={\frac {j_{P}}{t_{P}^{3}}}={\frac {a_{P}}{t_{P}^{4}}}={\frac {c}{t_{P}^{5}}}={\frac {l_{P}}{t_{P}^{6}}}={\sqrt {\frac {c^{27}}{\hbar ^{5}G^{5}}}}\approx 6.5814\times 10^{224}m/s^{6}}(비표준)
참고로 플랑크 압력과 기호가 같아서 혼동할 수 있다.

## 플랑크 뱅
플랑크 뱅은 가가가가가가속도의 플랑크 단위이며 {\displaystyle b_{P}}로 표현될 수 있다. .
{\displaystyle b_{P}={\frac {p_{P}}{t_{P}}}={\frac {c_{P}}{t_{P}^{2}}}={\frac {s_{P}}{t_{P}^{3}}}={\frac {j_{P}}{t_{P}^{4}}}={\frac {a_{P}}{t_{P}^{5}}}={\frac {c}{t_{P}^{6}}}={\frac {l_{P}}{t_{P}^{7}}}={\frac {c^{16}}{\hbar ^{3}G^{3}}}\approx 1.2218\times 10^{268}m/s^{7}}(비표준)
참고로 플랑크 붐과 기호가 같아서 혼동할 수 있다.

## 플랑크 붐
플랑크 뱅은 가가가가가가가속도의 플랑크 단위이며 {\displaystyle b_{P}}로 표현될 수 있다.
{\displaystyle b_{P}={\frac {b_{P}}{t_{P}}}={\frac {p_{P}}{t_{P}^{2}}}={\frac {c_{P}}{t_{P}^{3}}}={\frac {s_{P}}{t_{P}^{4}}}={\frac {j_{P}}{t_{P}^{5}}}={\frac {a_{P}}{t_{P}^{6}}}={\frac {c}{t_{P}^{7}}}={\frac {l_{P}}{t_{P}^{8}}}={\sqrt {\frac {c^{37}}{\hbar ^{7}G^{7}}}}\approx 2.2644\times 10^{311}m/s^{8}}(비표준)
참고로 플랑크 뱅과 기호가 같아서 혼동할 수 있다.

## 플랑크 크래시
플랑크 크래시은 가가가가가가가가속도의 플랑크 단위이며 {\displaystyle c_{P}}로 표현될 수 있다.
{\displaystyle c_{P}={\frac {b_{P}}{t_{P}}}={\frac {b_{P}}{t_{P}^{2}}}={\frac {p_{P}}{t_{P}^{3}}}={\frac {c_{P}}{t_{P}^{4}}}={\frac {s_{P}}{t_{P}^{5}}}={\frac {j_{P}}{t_{P}^{6}}}={\frac {a_{P}}{t_{P}^{7}}}={\frac {c}{t_{P}^{8}}}={\frac {l_{P}}{t_{P}^{9}}}={\frac {c^{21}}{\hbar ^{4}G^{4}}}\approx 4.2000\times 10^{354}m/s^{9}}(비표준)
참고로 플랑크 크래클와 기호가 같아서 혼동할 수 있다.